# Jan Młodzikowski
Jan Młodzikowski (ur. 7 maja 1947 w Bydgoszczy) – polski wioślarz, olimpijczyk z Monachium 1972.
Zawodnik bydgoskich klubów: BTW (w latach 1961-1966) i Zawiszy w latach 1967-1973. Mistrz Polski w osadzie ósemek w latach 1969-1972.
Uczestnik mistrzostw Europy w roku 1971, podczas których polska ósemka (partnerami byli: Ryszard Giło, Krzysztof Marek, Jerzy Ulczyński, Jan Mazgajski, Włodzimierz Różycki, Marian Drażdżewski, Bogdan Łopata, Ryszard Kubiak (sternik)).
Na igrzyskach olimpijskich był członkiem osady ósemek (partnerami byli: Jerzy Ulczyński, Marian Siejkowski, Krzysztof Marek, Grzegorz Stellak, Marian Drażdżewski, Ryszard Giło, Sławomir Maciejowski, Ryszard Kubiak (sternik)). Polska osada zajęła 6. miejsce.